# XSplash
XSplash — проект сообщества Ubuntu, использующий X Window System для замены традиционного текстового экрана загрузки ОС графическим.
XSplash заменил usplash (использующий фреймбуфер  Linux) в Ubuntu 9.10 (Karmic Koala), приблизив, таким образом, Ubuntu к её цели — загрузке за 10 секунд в версии 10.04 (Lucid Lynx). В Lucid Lynx заменён на Plymouth.